# 広東語
広東語（カントンご、中: 廣東話 / 广东话、英: Cantonese）は、粤語の一方言である粤海方言を基盤に成立した言語で、広州のみならず香港、マカオのほか、マレーシア、シンガポール、ブルネイの華人、および各国にいる華僑と華人の一部にも多くの話者がいる。欧米やオセアニアの華系社会でも主要な言語となっている。

## 特徴
音韻的に入声や鼻音韻尾を有し、白文異読が少ないなど、中古音との整合性が高い。
一方で、広州は清代から他の地域に先駆けてイギリスなどの外国との接触が始まったため、英語からの借用語も少なくない。特にイギリスの植民地支配を長く受け、英語を併用していた香港の広東語には、英語からの借用語が多く使われている。同様にポルトガルに統治されていたマカオの広東語には少量のポルトガル語からの借用語がある。
形態論及び統語論的には、修飾辞が被修飾辞の後ろに付く複合語（「鷄公」、「椰青」、「豆腐潤」など）が食関連語彙を中心に見られる点、二重目的語構文において直接目的語が動詞の直後に現れる点、類別詞が数詞を伴わずに名詞に付いて定性を表す点など、北方の官話をベースとした標準中国語とは異なる部分がある。こうした特徴はタイ諸語のような東南アジアの言語にも認められる。なお、逆修飾は古中国語でも見られる。

## 使用範囲

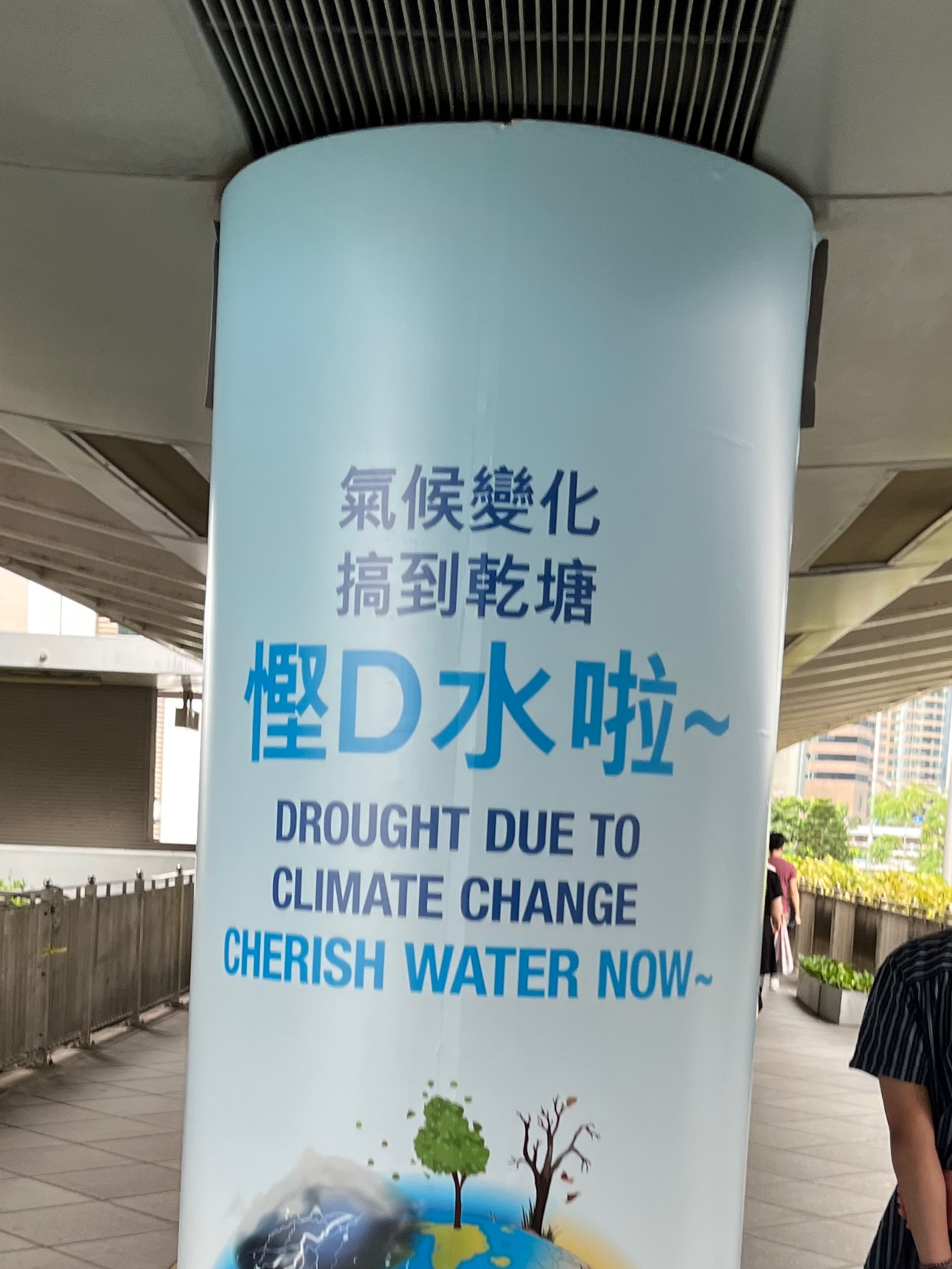
香港・中環の公共広告。広東語の口語で「慳D水啦」（水を節約しよう）と書かれている。「D」は「啲」と同じ形態素を表す。

香港では、英語とともにテレビやラジオのメディアで使われている公用言語であり、映画、演劇、歌謡曲でも広く使用されている。香港でも公式の書き言葉としては「書面語」と呼ばれる標準中国語が用いられるため、他の中国語方言同様正書法は無く文字で表記されることは一般的ではない。それでも広東語は非公式ながら中国語方言の中では文字表記されることが多い部類に入り、新聞、雑誌、Webサイトなどの活字媒体でも広東語の口語を交えた文章は多く見られ、口語を表すための漢字表記も多数編み出されている（文字節参照）。
香港のテレビ番組では基本的にチャンネル別で広東語か英語が使われており、字幕は繁体字表記の書き言葉である。一方、広東省のテレビやラジオでは、独自番組は広東語で放送することが多いが、普通話の番組も放送している。広東電視台珠江チャンネル、南方電視台南方衛星テレビは広東語のみのチャンネルである。仏山市や湛江市などの地方のテレビ局でも、広東語番組を放送している例がある。

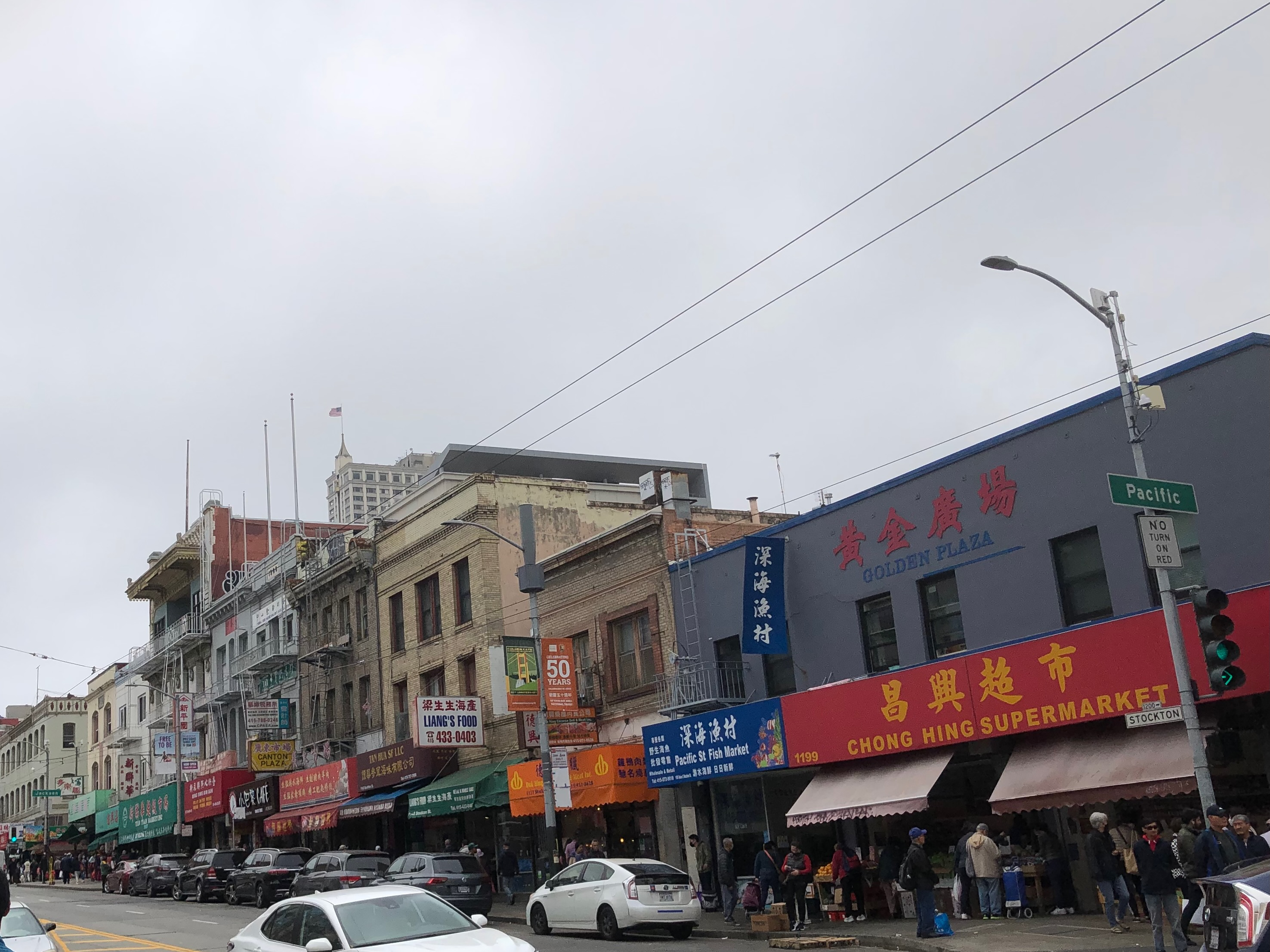
サンフランシスコのチャイナタウンでは広東語が広く話されている。写真右側の商店「昌興超市」は広東語風に"CHONG HING SUPERMARKET"と英語表記されている。

広東語の話者人口は上海などで使用される呉語よりも少ないが、影響力や地位は広東語の方が高い。これは香港が中国本土から政治的に切り離されていたことと経済発展によってもたらされたもので、ドイツ語の一方言という扱いから国語になったオランダ語の例に似ている。

### 広東語の制限と抗議行動
2010年7月5日、広州市の諮問機関、人民政治協商会議が地元テレビの広東語チャンネルを標準語に改めるべきだと同市に提案した結果、地元住民が反発。7月25日には、「広東語を守れ！」と叫ぶ2000人以上の地元住民による抗議集会が開かれ、出動した警察隊に解散させられた。広州市は同月28日、広東語チャンネルを維持する考えを表明し事態収拾に乗り出したが、住民の抗議活動は収まらず、8月1日には広州と香港でほぼ同時に広東語擁護を求める住民デモが行われた。広州市では数百人が参加して「広東語万歳！」とのスローガンを連呼、警察隊が抗議集会を解散させて一部の参加者が拘束され、香港でも民主派活動家ら約150人が参加して広州市の住民運動を支援するデモが繰り広げられた。
2011年12月1日、広東省政府は『広東省国家通用語言文字規定』を制定し、普通話の使用促進と方言の使用についてさらに明確な規定をし、2012年3月1日より施行するとした。これに関して、テレビなどの広東語放送ができなくなるなどの報道があったが、2011年12月24日広東省政府は記者会見を行い、広東省広播電影電視局何日丹副局長は、批准を受けている限り施行後も広東語などの方言放送ができなくなることはないと明言した。
また、香港の学校教育では、広東語で行われる授業が減ってきており、中国本土の影響が強まってきている。

## 発音

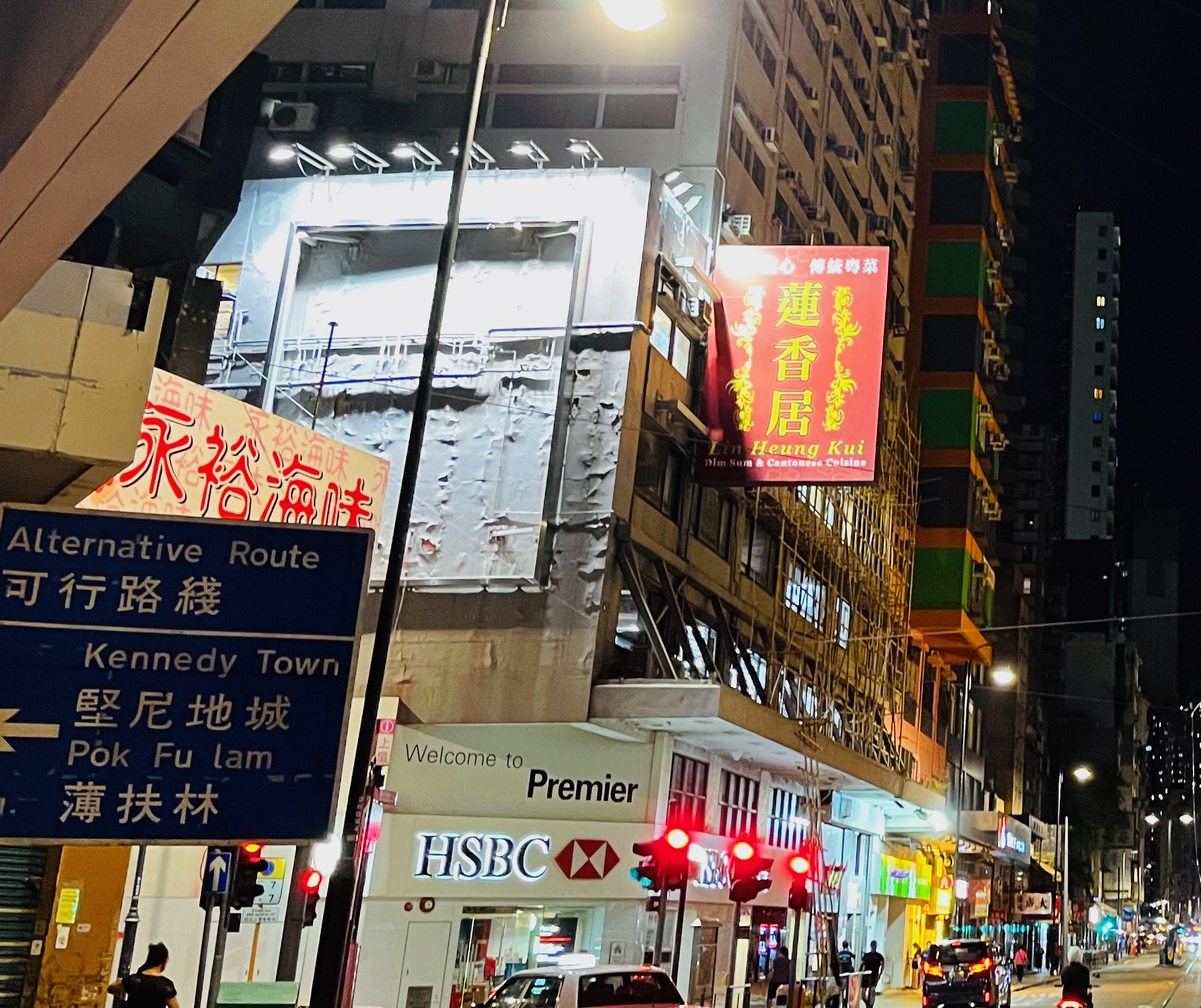
香港・上環の道路標識。薄扶林（Pokfulam）という地名には、韻尾-kと-mが保存されている。

香港市街の広東語を例に説明する。この項目では粤拼やイェール粤語拼音の声調表記を番号に変えて発音を示している。国際音声字母（IPA）には[ ]を付けて示し、表には該当する漢字の例を付す。
広東語の音節は、他の中国語同様に声母（語頭子音）、韻母、声調に分ける事ができる。

### 声母
現代の香港の広東語の例では、下記の表に示す19種に加えてゼロ声母（ʔ とすることもある）を加えた計20種の声母がある。
|        |            | 唇音    | 歯茎音  | 歯茎音   | 硬口蓋音 | 軟口蓋音 | 軟口蓋音  | 声門音 |
| 破裂音 | 破擦音     | 唇音    | 非円唇  | 円唇     | 硬口蓋音 |          |           | 声門音 |
| ------ | ---------- | ------- | ------- | -------- | -------- | -------- | --------- | ------ |
| 閉鎖音 | 無声無気音 | b p 巴  | d t 打  | z t͡s 渣  |          | g k 加   | gw kʷ 瓜  | (ʔ 啊) |
| 閉鎖音 | 無声有気音 | p pʰ 怕 | t tʰ 他 | c t͡sʰ 茶 |          | k kʰ 卡  | kw kʷʰ 誇 |        |
| 鼻音   | 鼻音       | m m 媽  | n n 那  |          |          | ng ŋ 牙  |           |        |
| 摩擦音 | 摩擦音     | f f 花  |         | s s 沙   |          |          |           | h h 哈 |
| 接近音 | 接近音     |         | l l 啦  |          | j j 也   |          | w w 話    |        |

#### 子音
上記の声母に加えて、広東語の子音としては入声の音節末に見られる内破音がある。内破音には両唇（-p [p̚]）、歯茎（-t [t̚]）、軟口蓋（-k [k̚]）の3種がある。また、非入声の音節末には両唇（-m [m]）、歯茎（-n [n]）、軟口蓋（-ng [ŋ]）の3種の鼻音韻尾を持つものがあり、意味の弁別に使われている。
s-、z-、c-は歯茎音（[s]、[t͡s]、[t͡sʰ]）で発音される場合と後部歯茎音（[ʃ]、[t͡ʃ]、[t͡ʃʰ]）で発音される場合があり、現在はこの違いは意味に影響しないが、20世紀前半までは意味の弁別に使われていた。

### 韻母
|        | 前舌   | 前舌 | 前舌 | 前舌 | 中舌 | 中舌 | 後舌 | 後舌 |
| 非円唇 | 非円唇 | 円唇 | 円唇 |      | 中舌 | 中舌 | 後舌 | 後舌 |
| 短     | 長     | 短   | 長   | 短   | 長   | 短   | 長   |      |
| ------ | ------ | ---- | ---- | ---- | ---- | ---- | ---- | ---- |
| 狭     | ɪ      | iː   |      | yː   |      |      | ʊ    | uː   |
| 中央   | e      | ɛː   | ɵ    | œː   |      |      | o    | ɔː   |
| 広     |        |      |      |      | ɐ    | aː   |      |      |

母音と音節末の子音の組み合わせである韻母は、50数種程度（借用語や擬音語にのみ見られる韻母などの数え方で異なる）ある。母音に長母音と短母音の対立があるなど、タイ語群の基層が残っていると考えられる。
|      |                   |        | 主母音 | 主母音 | 主母音 | 主母音 | 主母音     | 主母音 | 主母音 | 主母音 | 成節子音 |
| aː   | ɐ                 | ɔː, o  | œː, ɵ  | ɛː, e  | iː, ɪ  | uː, ʊ  | yː         |        |        |        | 成節子音 |
| ---- | ----------------- | ------ | ------ | ------ | ------ | ------ | ---------- | ------ | ------ | ------ | -------- |
| 韻尾 | 單母音            | 單母音 | aː 沙  |        | ɔː 疏  | œː 鋸  | ɛː 些      | iː 詩  | uː 夫  | yː 書  |          |
| 韻尾 | 複母音 （半母音） | i, y   | aːi 街 | ɐi 雞  | ɔːy 愛 | ɵy 水  | ei 你      |        | uːy 會 |        |          |
| 韻尾 | 複母音 （半母音） | u      | aːu 教 | ɐu 夠  | ou 好  |        | ɛːu 掉[注] | iːu 了 |        |        |          |
| 韻尾 | 鼻音              | m      | aːm 衫 | ɐm 深  |        |        | ɛːm 舐[注] | iːm 點 |        |        | m̩ 唔     |
| 韻尾 | 鼻音              | n      | aːn 山 | ɐn 新  | ɔːn 看 | ɵn 准  | ɛːn[注]    | iːn 見 | uːn 歡 | yːn 遠 |          |
| 韻尾 | 鼻音              | ŋ      | aːŋ 橫 | ɐŋ 宏  | ɔːŋ 方 | œːŋ 傷 | ɛːŋ 鏡     | ɪŋ 敬  | ʊŋ 風  |        | ŋ̩ 五     |
| 韻尾 | 入声韻 （閉鎖音） | p      | aːp 插 | ɐp 輯  |        |        | ɛːp 夾[注] | iːp 接 |        |        |          |
| 韻尾 | 入声韻 （閉鎖音） | t      | aːt 達 | ɐt 突  | ɔːt 渴 | ɵt 出  | ɛːt[注]    | iːt 結 | uːt 沒 | yːt 血 |          |
| 韻尾 | 入声韻 （閉鎖音） | k      | aːk 百 | ɐk 北  | ɔːk 角 | œːk 着 | ɛːk 錫     | ɪk 亦  | ʊk 六  |        |          |

注： a b c d e  韻母 /ɛːu/・/ɛːm/・/ɛːn/・/ɛːp/・/ɛːt/ は口語用発音の為、イェール粤語拼音などのラテン文字表記システムはこれらの韻母を含んでいない。

### 声調

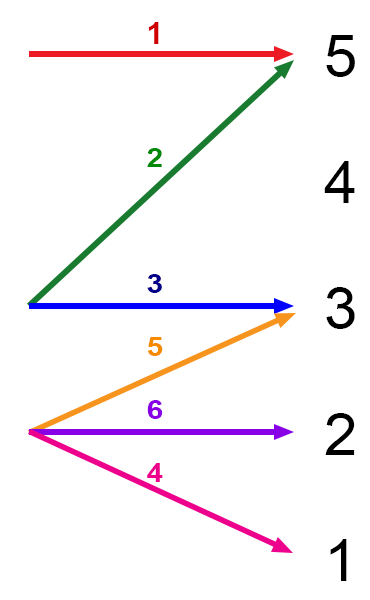
広東語の6声調。

広東語は、他の中国語と同様に声調言語であり、広州や香港の発音では平声、上声、去声、入声が陰陽（高低）各1対と、陰入声がさらに高低に分かれて増えた中促調の、計9つの声調がある。他に、意味に違いはないが、陰平声を高平調で発音する事も多く、高平調、高昇調、高昇降調と3つの変調があるので、細かく分けると12種、または13種の声調があるとも言えるが、実際には基本的に6種類か7種類の調値を区別すればよい。入声の一部には、陰上声と同じ調値（35）の高昇変調（超入声）を取るものもある（例：「鹿 luk2」「鴨 aap2/ngaap2」「郵局 jau4guk2」など）。
| 声調番号 | 声調名             | 声調パターン | 調値    | 例字 | Yale式 | 改Yale式 | 備考                                             |
| -------- | ------------------ | ------------ | ------- | ---- | ------ | -------- | ------------------------------------------------ |
| 第1声    | 陰平声             | 高降調       | 53      | 絲   | sì     | si1      | 現代において、調値が53でも55でも意味に違いはない |
| 第1声    | 陰平声             | 高平調       | 55      | 絲   | sī     | si1      | 現代において、調値が53でも55でも意味に違いはない |
| 第2声    | 陰上声             | 高昇調       | 35      | 史   | sí     | si2      |                                                  |
| 第3声    | 陰去声             | 中平調       | 33      | 試   | si     | si3      |                                                  |
| 第4声    | 陽平声             | 低降調       | 21 / 11 | 時   | sìh    | si4      |                                                  |
| 第5声    | 陽上声             | 低昇調       | 23 / 13 | 市   | síh    | si5      |                                                  |
| 第6声    | 陽去声             | 低平調       | 22      | 士   | sih    | si6      |                                                  |
| 第7声    | 陰入声（上陰入声） | 高促調       | 5       | 式   | sīk    | sik1     | 第1声と同じ調値                                  |
| 第8声    | 中入声（下陰入声） | 中促調       | 3 / 33  | 錫   | sek    | sek3     | 第3声と同じ調値                                  |
| 第9声    | 陽入声             | 低促調       | 2 / 22  | 食   | sihk   | sik6     | 第6声と同じ調値                                  |

ここで示した調値は5度式であり、5が最も高く、1が最も低いことを表す。
「醫（イェール式：yì, 粤拼：ji1）」と「衣（yī, ji1）」に見られたような高降調と高平調の区別は、香港の広東語においては失われ、高降調は高平調に合流した。

### 連続変調と声調変化
閩南語や客家語のような他の南方漢語とは異なり、広東語において、音韻的条件のみに基づく連続変調は存在しない。もっとも、高降調と高平調を区別した話者の間では、高降調・高平調・高促調のいずれかに先行する高降調の音節が、高平調へと変化した。
- 醫生 yìsàng → yīsàng（医者）

同一成分が反復される場合や、接頭語の「阿」の後に陰平調の語が続く場合、単音節語を強調していう場合などには、声調の変化が起こる。単音節語の強調の場合、上昇後下降する変調である。
- 妹妹 mui6mui6 → mui4mui2（妹）
- 阿 aa3＋ 王 Wong4 → aa3wong2（王ちゃん）
- 有 jau5 → jau2'（有るとも)

また、個別の語彙が陰上調に変調して意味を区別する例も少なくない。
- 女 neoi5（女） → 女 neoi2（娘）

香港の広東語では稀であるものの、一部の変種では、動詞に後続して完結相を表す「咗 zo2」が縮約されて、動詞の声調が陰上調に変化することで完結相が標示される現象も見られる。
- 食咗 sik6 zo2 → 食 sik2 「食べた」

### 白文異読
一つの漢字に「白読音」（口語音）と「文読音」（文語音）が有る例はさほど多くないが、個別の字では見られる。
- （白読：文読）
- 名 meng2：ming4（名）（同様の韻母の交替例：青、正、聲など）
- 斷 tyun5：dyun6（切れる）

白読音で読ませるために別の漢字が作られ、方言字となっている場合もある。
- 嚟 lai4：來 loi4
- 埗 bou2：埠 bou6

### 懶音
香港を中心として次のような現象が多くみられ、否定的なニュアンスを伴って「懶音」とよばれる。
- 頭子音の n が l に変化する 例：「你 nei5」（あなた）→「lei5」（＝李）
- 頭子音の ng が脱落する 例：「我 ngo5」（わたし）→「o5」（該当漢字なし）[注 3]
- gwo が go に、kwo が ko に変化する 「廣東 Gwong2dung1」→「Gong2dung1」（＝港東）
- 音節末の ng や m が n に変化する 例：「行 hong4」→「hon4」（＝寒）、「曇 taam4」→「taan4」（＝壇）

### 子音連結
広東語における口語的な語彙の中には、「子音連結」を伴うものがある。
- /ham6 plaːŋ6/「全ての」（漢字ではしばしば「冚唪唥」と表記される。）
- /kalaːk1 dai2/ 「脇」（早口な発話では、最初の2音節が[klaːk]のように発音される。漢字では「胳肋底」と表記。）

## 語彙

### 語彙の特徴

#### 古語
広東語の語彙には北京語と比べて、古中国語と共通する語彙が多い。
- （広東語：北京語）
- 食 sik6：吃 chī（食べる）
- 飲 jam2：喝 hē（飲む）
- 徛、企 kei5：站 zhàn（立つ）
- 行 haang4：走 zǒu（歩く）
- 面 min6：臉 liǎn（顔）

#### チワン語との関連語
広東語にはチワン語と関連すると思われる語彙がいくつか見られる。基層となっている語彙なのか、借用語なのかは不明である。これらの多くは方言字で書かれる。
- （広東語：チワン語）
- 啲 di1：di（少し、もっと、割に）
- 曱甴 gaat6zaat2：gaenxcaengh（ゴキブリ）
- 冚 kam2：hoemq（かぶせる、覆う、蓋をする）
- 踎 mau1：maeuq（しゃがむ）
- 啱 ngaam1：ngamj（ちょうど良い、正しい）
- 呢 ni1：neix（この）
- 屙 o1：ok（排泄する）
- 嘥 saai1：sai（無駄にする）

#### フモン語からの影響
Yue-Hashimoto（1991）は、広東語の基層言語として、チワン語のようなタイ諸語の他に、ミャオ語 (フモン語) を挙げている。Yue-Hashimotoがミャオ語由来の形態素とみなしたのは、名詞接尾辞の「乸」、および動詞に後続する「晒」の2つである。
- 乸 naa2, laa2：ミャオ語[注 4] /na/ 「母」
  - 豬乸 zyu1-laa2  「雌豚」[19]
  - 雞乸 gai1-laa2   「雌鶏」

- 晒 saai3：ミャオ語 /sai/「全部」
  - 冇晒 mou5 saai3 「全て無くなる」[19]。

また、Matthews（2007）は、類別詞を用いた所有構文が、フモン語にも見られる点を指摘している。

#### 単音節語
「子」のような接尾語を多用する北京語と比べ、基本語彙には単音節語が多い。
- （広東語：北京語）
- 檯 toi2：桌子 zhuōzi（テーブル）
- 知 zi1：知道 zhīdao（知る、分かる）

#### 粗口
広東語は、卑語・スラングのような独特の語彙（粗口 cou1hau2）が多いことでも知られる。

### 借用語
広東語には英語からの借用語が多い。これは、清代からイギリスとの接触を持ち、ピジン英語が話されていた時代もあったことと関係がある。また、香港は155年間のイギリスによる統治を経て、さらに英語からの借用語が増えた。

#### 英語からの借用語
英語からの借用語はかなり多いが、常用されるものの例を挙げる。
- 爹哋 de1dei6（変調：de1di4）：daddy（父親）
- 媽咪 maa1mai1（変調：maa1mi4）：mummy（母親）
- 肥佬 fei4lou2：fail（不合格）
- 亞摩尼亞、阿摩尼阿 aa3mo1nei4aa3：ammonia（アンモニア）
- 巴士 baa1si6（変調：baa1si2）：bus（バス）
- 杯葛 bui1got3：boycott（ボイコット）
- 暢 coeng3：change（両替する）
- 的士 dik1si6（変調：dik1si2）：taxi（タクシー）
- 多士 do1si6（変調：do1si2）：toast（トースト）
- 菲林 fei1lam4（変調：fei1lam2）：film（フィルム）
- 吉列 gat1lit6：cutlet（カツレツ）
- 基 gei1：gay（ゲイ、レズビアン）
- 檸檬 ling4mung4（変調：ling4mung1）：lemon（レモン）
- 忌廉 gei6lim4（変調：gei6lim1）：cream（クリーム）
- 芝士 zi1si6（変調：zi1si2）：cheese（チーズ）
- 茄士咩 ke4si6me1（変調：ke1si6me1）：cashmere（カシミヤ）
- 曲奇 kuk1kei4：cookie（クッキー）
- 咪 mai1：mic（マイク）
- 咪 mai5：mile（マイル）
- 米 mai1：metre（メートル）
- 三文治 saam1man4zi6：sandwich（サンドイッチ）
- 士多 si6do1：store（食料品店などを売る雑貨店）
- 士多啤梨 si6do1be1lei4（変調：si6do1be1lei2）：strawberry（イチゴ）
- 士碌架 si6luk1gaa2：snooker（スヌーカー）
- 保齡 bou2ling4：bowling（ボウリング）
- 貼士 tip3si6（変調：tip1si2）：tips（チップ〈心付け〉、ヒント）
- 碌士 luk1si6（変調：luk1si2）：notes（筆記）
- 波士 bo1si6（変調：bo1si2）：boss（ボス、上司）
- 安士 on1si6（変調：on1si2）：ounce（オンス）
- 餐士 caan1si6（変調：caan1si2） : chance（機会）
- 渣 zaa1：jar（瓶 [単位系]）
- 沙律 saa1leot6（変調：saa1leot2）：salad（サラダ）
- 咖啡 kaa1fei1（変調：gaa3fe1）：coffee（コーヒー）
- 咭/卡 gat1/kaa1（変調：kaat1）：card（カード）
- 卡通 kaa1tung1：cartoon（アニメ）

香港ではイニシャル化したり、音をアルファベットに当てて借用する例もある。
- 開P hoi1pi1 ： 開 party （パーティーを開く）
- Q版 kiu1baan2 ： cute 版（キュート版、デフォルメ版）

#### 日本語からの借用語
日本語からの借用語の例を挙げる。
- 壽司 sau6si1：寿司
- 卡拉OK kaa1laa1ou1kei1：カラオケ
- 寫眞集 se2zan1zaap6：（ヌードの載った）写真集（和製漢語からの逆借用）
- 榻榻米 taap3taap3mai5：畳（台湾華語経由）
- 鐵板燒 tit3baan2siu1：鉄板焼き（鉄板は漢語）
- 人氣 jan4hei3：人気（和製漢語からの逆借用）
- 物語 mat6jyu5：物語
- WASABI waa6saa1bi4：わさび
- 烏冬 wu1dung1：うどん
- 課金 fo3gam1：課金（ソシャゲーの流行で一般用語化、略して「課」）

#### ポルトガル語からの借用語
マカオの広東語にはポルトガル語からの借用語がいくつか見られる。
- □□ mi1go6：amigo（友だち、黒人兵士）
- 窿丁 lung1ding1：não tem（無い）
- 馬介休 maa5gaai3jau1：bacalhau（バカリャウ、鱈の塩辛い干物）
- 梳巴 so1baa1：sopa（野菜スープ）

#### マレーシア語からの借用語
マレーシアの広東語にはマレーシア語からの借用語がいくつか見られる。
- 甘榜 gam1bong1：kampung（田舎）
- 鐳 leoi1：duit（金銭）

### 被借用語

#### 日本語中の被借用語
日本語における広東語からの借用語には以下がある。
- キョンシー（殭屍 goeng1si1）
- シューマイ（燒賣 siu1maai2）
- チャーシュー（叉燒 caa1siu1）
- パクチョイ（白菜 baak6coi3）
- ハトシ（蝦多士 haa1do1si2）
- ファンタン（番攤 faan1taan1）
- ヤムチャ（飮茶 jam2caa4）
- ライチ（茘枝 lai6zi1）
- ワンタン（餛飩/雲呑 wan4tan1）

#### 英語中の被借用語
英語における広東語からの借用語には以下がある。
- bok-choy（白菜 baak6choi3）（パクチョイ）
- chop suey（雜碎 zaap6seoi3）（チャプスイ）
- chow mein（炒麵 caau2min6）（焼きそば）
- conpoy（乾貝 gon1bui3）（乾し貝柱）
- cumquat, kumquat（金橘 gam1gwat1）（キンカン）
- longan（龍眼 lung4ngaan2）（リュウガン）
- loquat（蘆橘 lou4gwat1）（ビワ）
- wampee（黃皮 wong4pei2）（キンカン）
- wok（鑊 wok6）（中華鍋）
- wonton（餛飩/雲呑 wan4tan1）（ワンタン）
- dim sum（點心 dim2sam1）（テンシン）
- ketchup（茄汁 ke2zap1）（ケチャップ）（閩南語の「膎汁 kê-tsiap」から借用したという説もある。）

## 語法

### 語順

#### 基本文型
基本の語順はSVO型である。
- 我 食 蛋糕。（ngo5 sik6 daan6gou1）
- 私はケーキを食べる。（主語＋動詞＋目的語）

例外として、目的語を主題として、先に提示する事がよく行われる。（実際に使う事は少ない）
- 蛋糕， 我 食！（daan6gou1 ngo5 sik6）
- ケーキは私が食べる！（主題化された目的語＋主語＋動詞）

また、補足的に文法成分を後に付け足す言い方が、他の方言よりも多く見られる。
- 食 蛋糕 啦， 你！（sik6 daan6gou1 laa3 nei5）
- ケーキ食べてよ、おまえ！（動詞＋目的語＋語気助詞＋補足された主語）
- 佢 食緊 蛋糕，我 諗。（keoi5 sik6gan2 daan6gou1 ngo5 nam2）
- 彼はケーキを食べている、私が思うに。（目的語となる句＋主語＋動詞）

#### 修飾語の位置
修飾語は被修飾語よりも前に置くが、個別の語彙においては修飾成分が後置される例もある。
- 青 沙律（ceng1 saa1leot2）： グリーンサラダ（修飾語＋被修飾語）
- 青菜（ceng1coi3）： 青菜（修飾成分＋被修飾成分）
- 椰青（je4ceng1）： 青い椰子の実（被修飾成分＋修飾成分）

#### 比較表現
北京語もしくは普通話とは違う語順となる。
- （広東語：北京語）
- 我 高 過 佢（ngo5 gou1 gwo3 keoi5）：我 比 他 高（私は彼より背が高い）

#### 間接目的語の位置
北京語もしくは普通話とは違う語順となる場合が多い。（以下の例では「你」が間接目的語）
- （広東語：北京語）
- 我 畀 錢 你（ngo5 bei2 cin2 nei5）：我 給 你 錢（私はあなたにお金をあげる）
- 我 對 你 唔 住（ngo5 deoi3 nei5 m4 zyu6）：我 對 不 起 你（私はあなたに顔向けできない）

### 繋辞
繋辞として「係」（hai6）が用いられる。「係」は中国語の書面語に表れることがある古語である。
- 我 係 學生（ngo5 hai6 hok6saang1）：私は学生です。

書面語では中国語共通の「為」や「是」も用いられる。

### 副詞
通常動詞よりも前に置かれるが、ベトナム語にみられるような、動詞の後に置かれる副詞「先」（sin1）や「添」（tim1）などがある点が北京語などと異なる。
- 我 慢慢 食 飯：私はゆっくりご飯を食べる（主語＋副詞＋動詞＋目的語）
- 我 食 飯 先：私が先にご飯を食べる（主語＋動詞＋目的語＋副詞）
- 我 又／都 食 飯：私はご飯も食べる（主語＋副詞＋動詞＋目的語）

#### 補語
方向補語、可能補語、結果補語など、動詞の後に補充する成分がある点は北京語などと同じである。
- 行 出去（haang4 ceot1heoi3）：歩いて出て行く
- 食 唔落（sik6 m4lok6）：呑み下せない、食欲がない

### 類別詞
中国語で「量詞」と呼ぶ類別詞が発達しており、数詞と名詞の間に置くのは中国語共通であるが、北京語とは異なる類別詞を使うものがある。
- （広東語：北京語）
- 張 zoeng1：把 bǎ（脚：椅子を数える場合）
- 把 baa2：口 kǒu（声を数える場合）
- 單 daan1：件 jiàn、起 qǐ（件：事件、商売などを数える場合）
- 身 san1：頓 dùn （発：体を殴る回数を数える場合）

類別詞の前に数詞を伴わず、特定化のためだけに使うことが行われる。
- 佢 有 一 架 車 ： 彼は車を一台持っている
- 架 車 係 佢 嘅  ： あの車は彼のだ

### 語気助詞
中国語の中で最も豊富な文末語気助詞を持つ。
例：
- 啊（または 呀） aa3 ：断定、強調、説明、疑問、反復など多くの語気の表し、最も多用される
- 㗎（口へんに架）gaa3 ： 疑問、説明を表す
- 咩 me1：省略した「乜嘢」から。意外さや驚きを込めた疑問を表す
- 啩 gwaa3：推量を表す

## 文字
基本的にどの地域でも公的な文章は標準中国語（香港では「書面語」と呼ぶ）に限られるため、広東語に関しては統一された正書法は存在しない。一方で民間レベルでは広東語を漢字表記する試みは長く続けられてきた。標準書き言葉同様、香港、マカオでは広東語は繁体字、広東省では簡体字が用いられる。この過程で広東語に特有の語彙を書き表すための方言字が発達したが、もともとは粤劇の台詞などを書き残すのに考案されたと考えられる。正書法が存在しないゆえに各々が用いる漢字が異なり、異体字も少なくないが、現在は、多くの字で自然に選別が進んで、香港の新聞や雑誌に使っても十分に理解されるものが多い。香港では香港増補字符集と呼ばれる、広東語の表記に必要な方言字などを補充する、コンピュータ用の文字セットが作られ、使用されている。広東省ではこれを簡体字の規則に従って書き換えた方言字も一部で俗字として使われている。香港、広東の事物が中国各地に広まった結果、中国の正式な漢字として『通用規範漢字表』に収録された「4962 焗」、「5506 煲」、「7156 啫」などの方言字もある。

### 発音表記
広東語の発音表記は統一されておらず、書籍毎に異なる表記が用いられている。香港の英語書籍ではイェール大学のイェール粤語ピン音及びその変形が比較的多く使われている。香港の字書ではIPAを簡略化したものを使用している事が多く、また教育機関では教院式が使われており、他に粤拼（ユッピン）と呼ばれる香港語言学会の方式も広がりを見せている。中国大陸では、広東省教育部門の試案かIPAを使っている例が多い。日本では、これらの他、千島式（2種）などがある。ネット上では、本項で使用した、Yale式の声調表記を数字に改めたものがASCII文字だけで打てて簡便なため、比較的多く使用されている。